# Harry Traver
Harry Guy Traver (Gardner, 25 novembre 1877 – New Rochelle, 27 settembre 1961) è stato un ingegnere statunitense, e uno dei primi progettisti di montagne russe.
Costruì anche la prima autopompa motorizzata a New York City.

## Biografia
Harry Guy Traver si diplomò alla Davenport High School di Davenport, Nebraska nel 1894. Dopo aver insegnato per tre anni nella parte occidentale degli Stati Uniti, iniziò a lavorare presso la General Electric nel 1898, lavorando per l'azienda alla fiera di Omaha quell'anno. Successivamente impiegato dalla Harris Safety Co. a New York City come sovrintendente, iniziò a progettare giostre nel 1903. Il suo primo grande successo fu il Circle Swing.
Nel 1919, fondò la Traver Engineering Company a Beaver Falls, Pennsylvania società specializzata nella realizzazione di giostre. 

Durante la seconda guerra mondiale in collaborazione con una divisione di ricerca della Columbia University, iniziò a progettare un nuovo siluro e altre armi per la Marina degli Stati Uniti. Successivamente sempre per la US Navy contribuì a progettare un lanciarazzi.

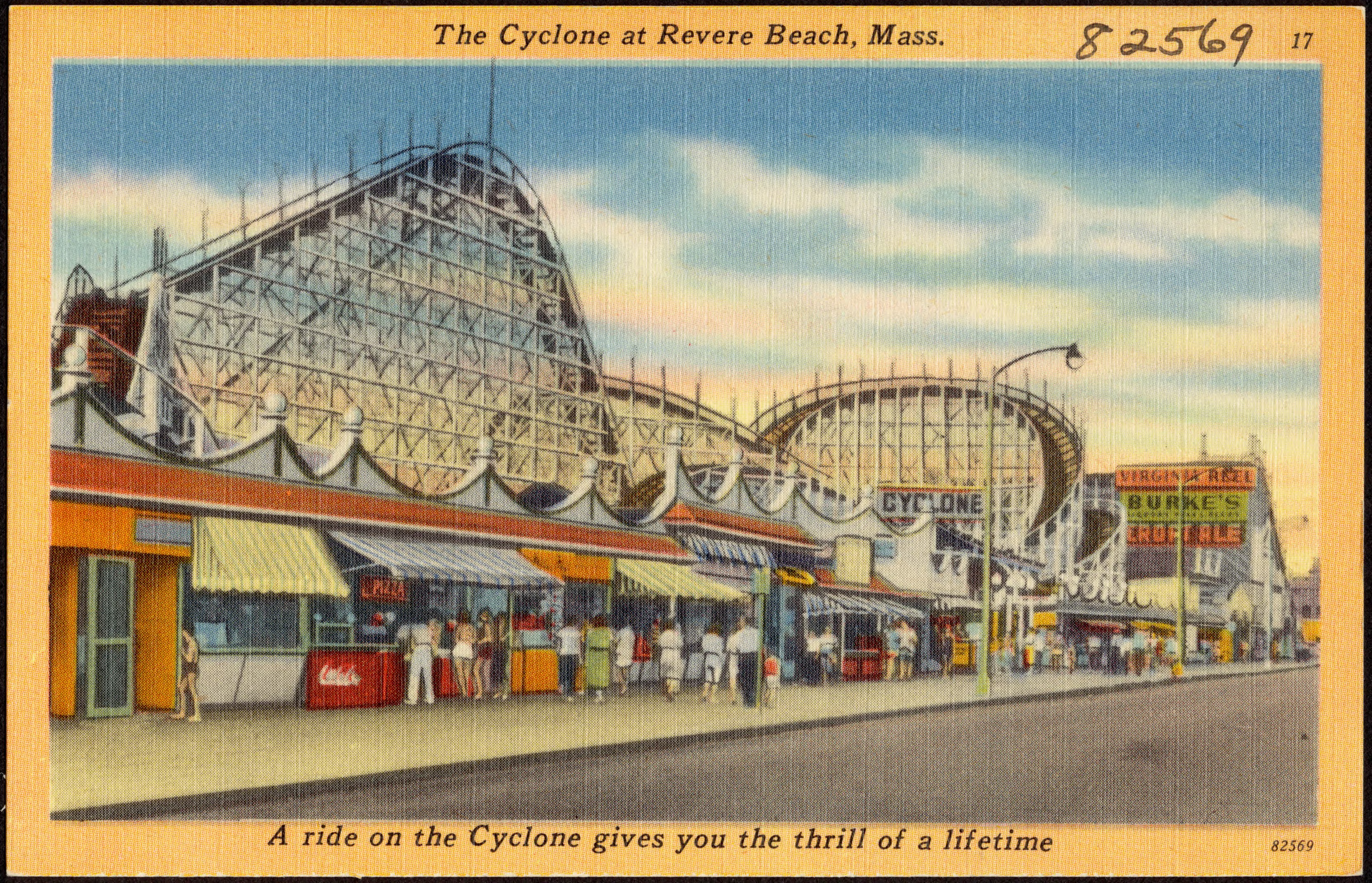
Cartolina che illustra le montagne russe Cyclone a Revere Beach

## Brevetti
- US patent 830687, Harry G. Traver, "Circle-Swing", issued 1906-09-11[7]
- US patent 1805266, Harry G. Traver, "Amusement coaster railway", issued 1931-05-12 – Cyclone design[8]
- US patent 1806102, Harry G. Traver, "Amusement ride", issued 1931-10-13 – Cyclone design[9]
- US patent 1827303, Harry G. Traver, "Amusement ride", issued 1931-10-13 – for the Tumble Bug[10]